# Hylopedetes punctatus
Hylopedetes punctatus är en insektsart som beskrevs av David M. Rowell och Bentos-pereira 2005. Hylopedetes punctatus ingår i släktet Hylopedetes och familjen gräshoppor. Inga underarter finns listade i Catalogue of Life.